# Саньмыньсяшуйку
Саньмынься̀шуйку́ (кит. трад. 三门峡水库) — водохранилище и плотина на реке Хуанхэ, расположенная на границе китайских провинций Шаньси и Хэнань.
Плотина находится в ущелье Саньмынься, близ выхода Хуанхэ на Великую Китайскую равнину. Она была построена в 1957—1960 годах для нужд энергетики, ирригации, судоходства и борьбы с наводнениями. При подготовке плотины было переселено более 350 тысяч человек.